# Alberto Martín (Tennisspieler)
Alberto Martín Magret (* 20. August 1978 in Barcelona) ist ein ehemaliger spanischer Tennisspieler.

## Karriere
Der Sandplatzspezialist begann seine professionelle Karriere 1995 und konnte jeweils drei Einzel- und Doppelwettbewerbe auf der ATP World Tour erringen sowie zwei weitere Einzel- und drei weitere Doppelfinals erreichen.
Seine höchste Einzelplatzierung in der Weltrangliste erreichte er im Juni 2006 mit Rang 34, im Doppel war er im Oktober 2000 die Nummer 64 der Welt. Im Juli 2010 beendete Martín verletzungsbedingt seine Profikarriere.

## Erfolge
| Legende (Anzahl der Siege)                       |
| Grand Slam                                       |
| Tennis Masters Cup ATP World Tour Finals         |
| ATP Masters Series ATP World Tour Masters 1000   |
| ATP International Series Gold ATP World Tour 500 |
| ATP International Series ATP World Tour 250 (6)  |
| ATP Challenger Tour (12)                         |

| ATP-Titel nach Belag |
| Hartplatz (0)        |
| Sand (6)             |
| Rasen (0)            |

### Einzel

#### Turniersiege

##### ATP World Tour
| Nr. | Datum              | Turnier    | Belag | Finalgegner      | Ergebnis      |
| --- | ------------------ | ---------- | ----- | ---------------- | ------------- |
| 1.  | 22. März 1999      | Casablanca | Sand  | Fernando Vicente | 6:3, 6:4      |
| 2.  | 27. September 1999 | Bukarest   | Sand  | Karim Alami      | 6:2, 6:3      |
| 3.  | 7. Mai 2001        | Mallorca   | Sand  | Guillermo Coria  | 6:3, 3:6, 6:2 |

##### ATP Challenger Tour
| Nr. | Datum              | Turnier       | Belag | Finalgegner    | Ergebnis       |
| --- | ------------------ | ------------- | ----- | -------------- | -------------- |
| 1.  | 26. September 1998 | Sevilla       | Sand  | Davide Scala   | 6:1, 5:7, 6:2  |
| 2.  | 7. Oktober 2007    | Tarragona (1) | Sand  | Peter Luczak   | 6:4, 7:5       |
| 3.  | 28. September 2008 | Trnava        | Sand  | Julian Reister | 6:2, 6:0       |
| 4.  | 5. Oktober 2008    | Tarragona (2) | Sand  | Simon Greul    | 6:75, 6:4, 6:4 |
| 5.  | 13. September 2009 | Genua         | Sand  | Carlos Berlocq | 6:3, 6:3       |

#### Finalteilnahmen
| Nr. | Datum            | Turnier             | Belag | Finalgegner   | Ergebnis       |
| --- | ---------------- | ------------------- | ----- | ------------- | -------------- |
| 1.  | 19. Februar 2005 | Costa do Sauípe (1) | Sand  | Rafael Nadal  | 0:6, 7:62, 1:6 |
| 2.  | 25. Februar 2006 | Costa do Sauípe (2) | Sand  | Nicolás Massú | 3:6, 4:6       |

### Doppel

#### Turniersiege

##### ATP World Tour
| Nr. | Datum              | Turnier      | Belag | Partner           | Finalgegner                      | Ergebnis         |
| --- | ------------------ | ------------ | ----- | ----------------- | -------------------------------- | ---------------- |
| 1.  | 18. September 2000 | Bukarest     | Sand  | Eyal Ran          | Devin Bowen Mariano Hood         | 7:64, 6:1        |
| 2.  | 17. Juli 2006      | Amersfoort   | Sand  | Fernando Vicente  | Lucas Arnold Ker Christopher Kas | 6:4, 6:3         |
| 3.  | 22. Februar 2009   | Buenos Aires | Sand  | Marcel Granollers | Nicolás Almagro Santiago Ventura | 6:3, 5:7, [10:8] |

##### ATP Challenger Tour
| Nr. | Datum              | Turnier   | Belag | Partner                 | Finalgegner                       | Ergebnis          |
| --- | ------------------ | --------- | ----- | ----------------------- | --------------------------------- | ----------------- |
| 1.  | 25. September 1998 | Sevilla   | Sand  | Salvador Navarro        | Edwin Kempes Rogier Wassen        | 2:6, 7:5, 6:3     |
| 2.  | 10. Juni 2000      | Prostějov | Sand  | Eyal Ran                | Petr Luxa Vincenzo Santopadre     | 6:2, 6:2          |
| 3.  | 17. Juni 2000      | Stettin   | Sand  | Eyal Ran                | Mariano Hood Martín Rodríguez     | 7:62, 6:75, 6:2   |
| 4.  | 21. März 2008      | Meknès    | Sand  | Daniel Muñoz de la Nava | Michail Jelgin Juri Schtschukin   | 6:4, 6:72, [10:6] |
| 5.  | 12. April 2008     | Monza     | Sand  | Stefano Galvani         | Denis Gremelmayr Simon Greul      | 7:5, 2:6, [10:3]  |
| 6.  | 19. April 2008     | Chiasso   | Sand  | Mariano Hood            | Fabio Colangelo Marco Crugnola    | 4:6, 7:64, [11:9] |
| 7.  | 30. August 2008    | Como      | Sand  | Mariano Hood            | Guillermo Hormazábal Antonio Veić | 6:1, 6:4          |

#### Finalteilnahmen
| Nr. | Datum              | Turnier     | Belag | Partner          | Finalgegner                     | Ergebnis   |
| --- | ------------------ | ----------- | ----- | ---------------- | ------------------------------- | ---------- |
| 1.  | 14. September 1997 | Bournemouth | Sand  | Chris Wilkinson  | Kent Kinnear Aleksandar Kitinov | 6:7, 2:6   |
| 2.  | 10. Oktober 1999   | Palermo     | Sand  | Lan Bale         | Mariano Hood Sebastián Prieto   | 3:6, 4:6   |
| 3.  | 7. Mai 2000        | Mallorca    | Sand  | Fernando Vicente | Michaël Llodra Diego Nargiso    | 6:72, 6:73 |